# Osor Kačić
Osor Kačić Omiški (?, – ?, iza 1258.), brački, vjerojatno i omiški knez, i jedan od vođa omiških gusara iz velikaške obitelji Kačića. Bio je sin omiškog kneza Malduča i brat hvarskog kneza Pribislava iz roda Kačića.
Spominje se prvi put u Omišu u ožujku 1235. godine kada je knez Koloman Kačić s rođacima sklopio mir s Dubrovčanima po starim običajima. Među svjedocima navedeni su Osor, Kaliman, Nikola Hodimirov, Radoš Bogdanov, Prodan Draganov i mnogi drugi Omišani čija se pripadnost rodu Kačića ne može pouzdano utvrditi.
Godine 1238. sudjelovao je na sastanku s predstavnicima Dubrovčana u Stonu, zajedno s knezom Nikolom Hodimirovim, bratom Pribislavom, Jurjem, Vladimirovm i drugima. Tom prilikom su Nikola i Pribislav preuzeli odgovornost za pljačku dubrovačke lađe i ubojstvo plemića te su se obvezali da će platiti odštetu od imovine optuženih.
Godine 1240. Splićani su napali Omiš, sjedište roda Kačića, ali budući da nisu mogli osvojiti utvrđeni grad, usmjerili su svoje napade na otok Brač kojim je vladao Osor. Zauzeli su Brač u odsustvu kneza Osora i ostavili vojnu posadu od 50 ljudi na otoku. Po povratku, Osor je zajedno s bratom Pribislavom i ostalom rodbinom napao otok Brač te pustošio Šoltu, gdje su ga Splićani ranili i zarobili. Ostao je u zarobljeništvu više mjeseci, nakon čega su Kačići sklopili mir po kojem su Splićanima prepustili svoje brodove i odrekli se pljačkanja.
Godine 1245. sklopili su knez Nikola Hodimirov, knez Pribislav te Osor, Juraj, Radoš, sin Bogdana, Slomir i Prodan, sin Dragana mirovni ugovor s Dubrovčanima i obvezali se da će ukoliko ih kralj pošalje na Dubrovčane poći u rat s što manjim snagama.
Godine 1256. spominje se spor omiškog kneza Osora Maldučevog i njegove rodbine s trogirskom općinom oko posjeda u Bijaćima koji je riješen pred ugarskim i hrvatskim kraljem Belom IV. (1235. – 1270.) i banom Stjepanom od Gut-Keleda. Posljednje spominjanje kneza Osora bilježi se krajem 1258. godine kada kralj Bela IV. potvrđuje prava Omišanima te naziva kneza Osora i Radoša plemićima kraljevstva.

## Vanjske poveznice
- Kačići – Hrvatski biografski leksikon
- Kačići – Hrvatska enciklopedija
- Kačići – Proleksis enciklopedija
- Kačići – Pomorska enciklopedija